# Mudaste
Mudaste – wieś w Estonii, w prowincji Hiuma, w gminie Kõrgessaare.
W 2012 roku wieś liczyła 12 mieszkańców; w październiku 2010 – 13, w grudniu 2009 – 12.